# Киевская митрополия до 1458 года
Киевская митрополия (митрополия Киевская и всея Руси; Русская митрополия) — православная митрополия Константинопольского патриархата на территории Руси, созданная вскоре после крещения Руси в 980-х годах, с титулом предстоятеля митрополит Руси, с 1160-х годов — митрополит всея Руси; с XIII века также на территории Великого княжества Литовского, Королевства Польского и Золотой Орды. Кафедра митрополита находилась со времени крещения Руси в Киеве. Впоследствии резиденция митрополита была перенесена во Владимир-на-Клязьме (1299, перенос кафедры утверждён константинопольским патриаршим Синодом в 1354—1355 годах), затем в Москву (1325). После разделения Киевской митрополии в 1458 году, митрополиты, имевшие резиденцию в Вильне, стали именоваться Киевскими, Галицкими и всея Руси, а с 1461 года митрополиты, имевшие резиденцию в Москве — Московскими и всея Руси.

## История Киевской митрополии

### Домонгольский период (X — середина XIII века)
Яхъя Антиохийский утверждает, что для крещения Владимира и его народа были посланы «митрополит и епископы». В Степенной книге (XVI век) упомянут (фиктивный) митрополит Леон, отбывший из Константинополя на Русь в 990/991 году, но это не находит подтверждения ни в одном достоверном источнике. И наоборот, со сведениями Яхъи Антиохийского и Титмара Мерзебургского хорошо согласуется известие византийского церковного историка XIV века Никифора Каллиста о том, что некий Феофилакт был переведён при Василии II (976—1025) с Севастийской кафедры на Русь. Это — первый киевский митрополит, о котором сохранились правдоподобные сведения. Изображение Севастийских мучеников на колоннах Киевской Софии, нетипичное для храмовой росписи в Византии, даёт повод утверждать, что митрополит Феофилакт был первым Киевским митрополитом.
Русь, согласно господствующей точке зрения, с самого начала находилась в византийской церковной юрисдикции. Это подтверждается тем, что обычная византийская практика, в рамках которой крещение иноземных правителей вовлекало их в духовное родство с византийскими императорами (в случае с Владимиром к этому следует прибавить ещё и женитьбу его на принцессе императорского дома). Византийские мастера участвовали в строительстве церквей в Киеве, имевшие типично византийские названия. Это подтверждают данные византийских (списки сменивших своё местопребывание кафедр, Notitiae episcopatuum) и арабоязычных источников (Яхъя́ Антиохи́йский), а также сигиллографии и нумизматики эпохи Владимира, похвала Владимиру Илариона, подчёркивающая преемственность церковной политики Ярослава по отношению к политике его отца. Митрополит Иоанн I засвидетельствован не только памятниками Борисо-Глебского цикла, но также и печатью. Вероятно, что он занимал кафедру приблизительно в течение 20-30 лет в первой четверти XI века. Далее, до прибытия Феопемпта (1039 год), остаётся пробел. Не исключены такие пробелы и для более раннего времени.
По некоторым данным, до 1037 года Киевская митрополия подчинялась Охридской кафедре, а не Константинопольской Цареградской патриархии, но к 1037 году положение изменилось, византийцы укрепили свои позиции в Киевской Руси. И раз митрополит Феопемпт немедленно взялся за переосвящение Десятинной церкви, то, скорее всего, к 1037 году в Царьграде считали христиан, освятивших в 995 году Десятинную церковь, еретиками. Начиная с этого времени Русскую Церковь в течение всего домонгольского периода возглавляли почти исключительно греки, поставляемые на Киевскую кафедру Константинопольскими патриархами. Не до конца ясны мотивы поставления на кафедру Илариона (1051 год), был ли это протест церковно-реформаторской партии (приверженцев линии Студийского монастыря) против процветавшей в Византии симонии или реализация претензий княжеской власти на расширение своей роли при назначении митрополитов, или ни то ни другое. Само собой разумеется, что окрепшая русская церковь должна была стремиться к большей самостоятельности перед лицом византийской гегемонии. Однако речь не может идти о какой-то прямолинейной, последовательно усиливавшейся антигреческой оппозиции, ибо в этом случае грек Иоанн II, ставший митрополитом через четверть века после Илариона, вряд ли удостоился бы столь высокой похвалы. И напротив, отношения с латинской церковью оставались в целом дружественными, несмотря на постепенно набиравшую силу полемику.
Вероятно, что первой резиденцией митрополитов был Переяславль. Во второй половине XI века в Переяславле (так же, как в Чернигове и Владимире-на-Клязьме) некоторое время существовала своя митрополия, наряду с Киевской. Тем не менее, права Константинопольской патриархии в ранний период существования древнерусской церкви остаются вне сомнений. Приблизительное представление о правовом положении церкви в то время можно составить исходя из учредительной грамоты Смоленской епископии 1136 года. Законопреступления в области семейных отношений, подлежавшие наказанию с точки зрения христианской морали, входили в церковную юрисдикцию уже в XI веке. Юрисдикция княжеской власти была ограничена иммунитетом духовенства и членов их семей, а также монашества и «церковных людей», то есть лиц, находившихся под особым покровительством церкви (убогих, больных, странников и т. п.). Однако иногда представители духовенства все же привлекались к княжескому суду. Как князья участвовали в руководстве церковными делами, так и епископат старался оказывать влияние на княжескую политику. Подобное сотрудничество государства и церкви достигло своего зенита в правление Владимира Мономаха. Но, по словам Илариона, уже Владимир I принимал участие в соборах, обсуждая с церковным руководством пути и средства укрепления веры среди новообращённых. В дальнейшем такое сотрудничество постепенно расширялось в той мере, в какой место греческих иерархов занимали епископы русского происхождения, а князья получали тем самым возможность оказывать большее влияние на выбор кандидатуры и её поставление. Летопись сообщает о целом ряде епископов, зарекомендовавших себя в качестве исполнителей сложных дипломатических миссий. Торжественное скрепление договоров князьями сопровождалось клятвою и кресто-целованием. 
Монахи Киево-Печерского монастыря не раз занимали критическую позицию по отношению к князю. Так, например, игумен Феодосий в 1073 году, отказался вмешаться в междоусобную княжескую борьбу на стороне захватившего тогда киевский стол Святослава, не побоявшись даже в резких выражениях указать князю на беззаконность его действий, изгнания им своего брата Изяслава. Только высокий авторитет монастырского предстоятеля и уговоры братии спасли его от преследования, а после заложения нового монастырского храма было достигнуто полное примирение. Если монашество сохраняло таким образом внутреннюю дистанцию в отношении политики, то епископат был вынужден то и дело включаться в неё, хотя и не принимал непосредственного участия в совещаниях князей. Единственная попытка привлечь его к такому собранию оказалась неудачной.
Влияние церкви на государственное законодательство XI—XII веках не прослеживается. Ею признаются некоторые обычаи (Русская Правда опирается на древние народные традиции. Только по поводу смягчения наказаний в отдельных случаях слышен голос церкви. Византийское право, по сути дела просто «пересаженное» на Русь, было освоено недостаточно, о чём свидетельствует летописный эпизод 996 года, закрепивший в самосознании различных народов (восточных славян, финно угров, балтов и др.) характерное возвращение к традиционной уголовной норме вирных штрафов. Другой пример неудачного применения византийского права — ослепление князя Василька Теребовльского в 1097 году, ложно обвинённого в покушении на убийство Святополка Изяславича. Эта акция, в Византии служившая привычным средством устранения претендента на престол, на Руси была предпринята впервые, причём вопреки ходатайству игуменов киевских монастырей, и повлекла за собой такую смуту в княжеском семействе, что впредь не повторялась, будучи заменённой более мягкими наказаниями. И вообще, в ходе междоусобиц XI—XII веков в глазах князей, да и народа, церковь приобрела новый моральный авторитет, а институты княжеств-государств, в свою очередь, получили от церкви обоснование своего божественного предназначения. Из славянского перевода Номоканона XIV титулов Киевская Русь почерпнула идеальную формулу соотношения светской и церковной властей, восходившую к шестой новелле Юстиниана, в которой «империя» (imperium) и «священство» (sacerdotium) представлены как два божественных дара, проистекающих из единого источника, взаимодействие которых только тогда гармонично, когда каждый исполняет присущие ему функции (и только их), то есть церковь — духовные, а государство — светские.
Императору надлежит заботиться о защите вероучения, об уважении к духовенству и о соблюдении канонов. Именно этот постулат положен в основу рассуждений митрополита Илариона о согласии между церковью и государством и об охранительной роли князей в отношении благополучия и невредимости церкви. Что Иларион в данном случае высказывал не только свои личные убеждения, ясно из Послания митрополита Никифора I, которое также исходит из превосходства монархии над церковью, и из которого очевидно, что церковный иерарх чужеземного происхождения, несмотря на свою двоякую подчинённость, осознавал себя в первую очередь всё-таки подданным своего князя.
После распада «триумвирата Ярославичей», когда Святослав Ярославич Черниговский и Всеволод Ярославич Переяславский боролись против своего старшего брата Изяслава, они предпринимали попытки учредить в левобережных княжествах независимую от киевской митрополию, но их попытки не увенчались успехом. Аналогично закончилась попытка великого князя Киевского Изяслава Мстиславича добиться избрания на митрополичью кафедру своего сторонника без санкции Константинополя в середине XII века.
К середине XII века Древнерусское государство распалось на самостоятельные княжества. Вышгородская икона Божьей матери в 1155 году была вывезена во Владимир-на-Клязьме и помещена в Успенский собор. В 1160 году Андрей Боголюбский предпринял неудачную попытку вывести местную епархию из подчинения киевскому митрополиту и учредить в своей земле собственную митрополию, вводил новые праздники, не принятые в Византии.

### После монгольского нашествия (1240 - начало XIV века)
В 1240 году Киев был разрушен монголами. Восточнославянские княжества вошли в состав государства монголов, потому удельные князья и киевские митрополиты, облачённые властью в Константинополе, вынуждены были ехать вначале в Орду и получать ярлык. Но если князьями монголы часто манипулировали, то случаи отказа митрополитам в летописях не зафиксированы. Причина в веротерпимости монголов и понимания обеспечиваемой церковью стабильности, церковь рассматривалась монголами как эффективный инструмент управления. Первая статья Ясы́ (главного свода законов Орды) гласил — «Повелеваем всем верить в Единого Бога, Творца Неба и Земли, единого подателя богатства и бедности, жизни и смерти по Его воле…». Второй раздел Ясы гласил « Служители культа, врачи и омыватели тел освобождаются от всяких податей». Потому, на территории самой большой в истории человечества империи мирно уживались язычество всех мастей, буддизм и многочисленные течения христианства (например, сирийско-несторианское), матери-кераитки Гуюка, Менгу и Хубилая были христианками. Христианином был и сын Батыя - Сартак. Так, возвращаясь от Мункэ, утвердившего его правителем улуса, на приглашение посетить ставку Берке якобы ответил: «Ты мусульманин, я же держусь веры христианской; видеть лицо мусульманское для меня несчастие».
В 1261 году была учреждена Сарайская православная епископская кафедра. Ездили к ханам и послы Папы римского. В период монгольского ига в Восточной Европе строили каменные христианские храмы; церковные иерархи, монастыри и церкви освобождались от налогов.
Во время внутренней войны в Золотой Орде Киевская земля подверглась новому разорению, и в 1299 году митрополит Максим перенёс свою резиденцию во Владимир-на-Клязьме.

### Борьба за главенство на Руси (XIV век — начало XV века)
В 1303 году была впервые учреждена отдельная Галицкая митрополия. После смерти её первого митрополита Нифонта галицкий король Юрий Львович послал на поставление в Константинополь иерарха Петра, но в то же время умер митрополит Максим, и Пётр был поставлен не в галицкие, а в киевские митрополиты, и, как и его предшественник, избрал в качестве своей резиденции Владимир-на-Клязьме. Его служение омрачилось интригами епископов, в результате которых митрополит был обвинён в продаже церковных должностей (грехе симонии). Но на верховный собор, который должен был низложить иерарха, пришло множество мирян из Владимира, Ярославля, Москвы, Костромы, Рязани и других городов. Народ заставил князя и собор оправдать Петра. С возвышением Москвы, при содействии московского князя, в 1325 году митрополит Пётр сделал своей резиденцией этот город. При этом митрополиты продолжали титуловаться «киевскими», и единство митрополии сохранялось, как и подчинение Константинопольскому патриарху.
В конце XIII или в начале XIV века была учреждена Литовская митрополия. Первым достоверно известным митрополитом был Феофил (до 1331 года). После этого литовские епархии вновь перешли под юрисдикцию галицкого митрополита Феодора, а 1330-40-е годы сюда относились также Смоленская и Брянская епархии. В 1347 году Галицкая митрополия временно прекратила своё существование, а в 1352-54 годах в Киеве был митрополит Феодорит, утверждённый патриархом Тырновским, это вызвало негодование Константинопольского патриарха. Феодорита признавал новгородский архиепископ Моисей (до 1330, с 1352).
В 1354 году, спустя год после смерти митрополита Феогноста, кафедра Киевской митрополии была перенесена из Киева во Владимир-на-Клязьме — резиденцию митрополитов Киевских, а великий князь Литовский Ольгерд добивается согласия Константинополя на независимую от находившихся в Москве митрополитов всея Руси Киево-Литовскую митрополию, во главе которой встал иерарх Роман. В 1355 году Константинопольский патриарх осуществляет раздел епархий между митрополитами Романом и Алексием. В 1362 году, после смерти Романа, одним митрополитом Руси стал Алексий — регент и сподвижник Дмитрия Московского, в то же самое время овладевшего владимирским великокняжеским престолом, который с тех пор занимался только московскими князьями.
С 1371 по 1394 год в юго-западных русских княжествах (Галиция находилась уже в составе Польши) вновь существовала православная галицкая митрополия.
- Основная статья: Борьба за киевскую митрополию (1379-1389)

В XIV веке активно шёл процесс раздела всех русских земель между двумя государствами: северо-восточные оказались в составе Великого княжества Московского, а южные и западные, включая Киев — в составе Великого княжества Литовского, Русского, Жемойтского и иных. Правители обоих не только желали иметь «своего» митрополита, но и были заинтересованы в том, чтобы его влияние распространялось на все русские земли. В частности, в 1371 году Ольгерд Гедиминович просил у Константинопольского патриарха Филофея особого митрополита в Киев с властью на Смоленск, Тверь, Новосиль Малую Русь и Нижний Новгород. Только в 1376 году ему удалось добиться поставления Киприана на Киево-Литовскую митрополию с перспективой распространения его юрисдикции на всю митрополию после смерти Алексия. Однако, когда Алексий умер (1378), Киприан был ограблен по дороге в Москву слугами Дмитрия Московского и вынужден был вернуться в Киев. Дмитрий и его люди были преданы Киприаном анафеме. Вместе с тем Киприан благословил православных великого княжества Литовского на участие в Куликовской битве, в которой Дмитрий с их помощью одержал победу над Мамаем (1380). В Москве же, ещё до преставления митрополита Алексия, подготовили свою кандидатуру, белого священника Митяя, которого спешно постригли с именем Михаил и поставили архимандритом Спасского монастыря. По мнению окружения князя Михаил-Митяй должен был носить титул митрополита Великой Руси. Таким образом митрополия должна была быть разделена по границе с владениями литовских князей. Однако московский кандидат умер так и не ступив на константинопольский берег, но московская делегация по подложным документам и за взятки византийским чиновникам добилась поставления своего кандидата архимандрита переславльского монастыря Пимена. Пимен был поставлен как митрополит Киевский и Великой Руси. Киприан же был утверждён как митрополит Литвы и Малой Руси. Однако после победы на Куликовом поле Киприан был принят в Москве (в феврале 1381 года), а поставленный в Константинополе в результате интриг Пимен по возвращении на Русь был схвачен. Но после нашествия Тохтамыша в 1382 году Киприан вновь вынужден был покинуть Москву и вернулся в Киев. Митрополитом «Великой Руси» стал Пимен. Однако представители русского монашества, недовольные Пименом и протатарской политикой московского боярства, повели против него борьбу. Сложная политическая борьба длилась до 1389 года, когда новый патриарх Антоний низложил Пимена и утвердил митрополитом всея Руси Киприана. Соборное постановление утверждало нераздельность Киевской митрополии на «впредь во все веки». В этом же году умерли Пимен и сам Дмитрий Донской. Только после этого Киприан с титулом митрополита Киевского и всея Руси смог вернуться к управлению вверенной ему митрополии. Он стал одним из организаторов объединения русских земель и борьбы с Ордой в следующие два десятилетия. В частности, он венчал сына Дмитрия Донского Василия с дочерью великого князя Литовского Витовта в 1390 году.
В 1409 году при митрополите всея Руси Фотии окончательно была ликвидирована Галицкая митрополичья кафедра. В первой половине 1410-х годов Фотий был обвинён в тяжком грехе, и получил послание от епископов Великого княжества Литовского, в котором последние отказались ему подчиняться как неканоничному. В 1415—1420 годах в ходе борьбы против польского влияния в великом княжестве Литовском был избран свой митрополит без санкции Константинополя. Им стал Григорий Цамблак. В 1433-1435 годах митрополитом в великом княжестве Литовском был Герасим, сожжённый по приказу великого князя Свидригайло.

### Разделение митрополии, Флорентийская уния (1439 — 1458 годы)
К этому времени в борьбе за влияние в самой русской церкви, то есть на уровне митрополии, стал играть важную роль новый фактор — на уровне уже всей Православной церкви. Перед лицом реальной опасности гибели под неудержимым напором осман призрачная надежда получить помощь Запада была единственной спасительной соломинкой, за которую отчаянно хваталась Византия — что естественным образом заставляло её вновь вернуться к идее унии. Эта идея, которую все последние византийские императоры усиленно проталкивали через фактически назначаемых ими Константинопольских патриархов, порождала мощное сопротивление как в самом патриархате, так и в Православной церкви в целом. Апогеем процесса стал Ферраро-Флорентийский собор. Всё это, однако, не спасло Константинополь — он вскоре пал, так и не дождавшись помощи. Через несколько десятилетий уния была официально отвергнута Православной церковью (Иерусалимский собор 1443 года, Константинопольский собор 1472 года), однако идея её продолжала жить, продвигаемая на русских землях, находившихся под владычеством Польши и ВКЛ (а в дальнейшем - Речи Посполитой) их правящей верхушкой, католической по вероисповеданию.
В 1441 году в Великом княжестве Московском был схвачен в Москве и затем бежал признавший Флорентийскую унию митрополит Киевский и всея Руси Исидор. В 1448 году собором русских епископов был избран в Москве новый митрополит Киевский и всея Руси Иона (возможно «наречённый в Святейшую митрополию Русскую» ещё в 1436 году патриархом при посвящении Исидора). Поставление Ионы считается началом фактической самостоятельности (автокефалии) северо-восточных русских епархий, хотя и не вызвало возражений со стороны Константинополя и было признано великим князем Литовским Казимиром IV (1451), санкционировавшим подчинение литовско-русских епархий митрополиту Ионе.
Исидор только в 1458 году отказался от титула митрополита Киевского и всея Руси в пользу своего ученика Григория (Болгарина), которого бывший константинопольский патриарх-униат Григорий III Мамма назначил на западные русские земли с кафедрой в Киеве. Папа Пий II, буллой от 3 сентября 1458 года разделил бывшую Киевскую митрополию на две. Григорий (Болгарин) и его преемники стали носить титул митрополитов Киевских, Галицких и всея Руси. После смерти Ионы (1461) избранный в Москве митрополит Феодосий и его преемники стали носить титул митрополитов Московских и всея Руси, утверждаемых собором русских архиереев, сохранив лишь формальное подчинение Константинополю. В дальнейшем, патриархи Константинополя хоть и не благословляли московских митрополитов, открыто не протестовали против их поставления, признавая как факт.

## Митрополиты Киевские и всея Руси
При Императоре Льве VI Мудром и патриархе Константинопольском Фотии русская митрополия числится на 61-м месте в списке митрополий подвластных Константинополю.
За период от правления Иоанна Цимисхия (969—976) до Алексея I Комнина (1081—1118) не сохранилось ни одного списка епархий (лат. Notitiae episcopatuum) Константинопольского патриархата. В списке эпохи Комнинов (1170—1179 годы), учитывающим изменения за два предыдущих столетия, Русская митрополия значится на 62-м месте (перед Аланией, где в 997/998 году известен митрополит Николай). Митрополиты Киевские первоначально не именовались «всея Руси». Такое именование возникло в 1160-е годы. С распадом Руси на самостоятельные княжества Киевским владыкам стало важным добавление этого словосочетания к своему титулу.